# Società Sportiva Barletta 1961-1962
Questa pagina raccoglie le informazioni riguardanti la Società Sportiva Barletta nelle competizioni ufficiali della stagione 1961-1962.

## Rosa
| N. |                   | Ruolo | Calciatore       |
| -- | ----------------- | ----- | ---------------- |
|    | Italia (bandiera) | D     | Bruno Bertuolo   |
|    | Italia (bandiera) |       | Campanella       |
|    | Italia (bandiera) | D     | Vittorio Chiossi |
|    | Italia (bandiera) | C     | Sandro Esposito  |
|    | Italia (bandiera) | A     | Sergio Ferrante  |
|    | Italia (bandiera) | A     | Giorgio Fogar    |
|    | Italia (bandiera) | D     | Enrico Franchin  |
|    | Italia (bandiera) | A     | Gaetano Gaeta    |
|    | Italia (bandiera) |       | Gialluisi        |
|    | Italia (bandiera) |       | Lamonica         |
|    | Italia (bandiera) |       | Lanzone          |
|    | Italia (bandiera) | P     | Pietro Lasorsa   |

| N. |                   | Ruolo | Calciatore         |
| -- | ----------------- | ----- | ------------------ |
|    | Italia (bandiera) | C     | Giorgio Longo      |
|    | Italia (bandiera) |       | Magliocca          |
|    | Italia (bandiera) | A     | Nicola Menichelli  |
|    | Italia (bandiera) | P     | Alfredo Paolicchi  |
|    | Italia (bandiera) | P     | Francesco Paolillo |
|    | Italia (bandiera) |       | Passero            |
|    | Italia (bandiera) | A     | Piero Pierdiluca   |
|    | Italia (bandiera) | C     | Domenico Povia     |
|    | Italia (bandiera) | C     | Cesare Reina       |
|    | Italia (bandiera) | C     | Matteo Simeon      |
|    | Italia (bandiera) | D     | Mauro Tofani       |
|    | Italia (bandiera) | C     | Danilo Venturini   |

## Risultati

### Serie C

#### Girone di andata
| Barletta 24 settembre 1961 1ª giornata              | Barletta  | 0 – 2 referto     | Crotone | Stadio Lello Simeone |
| \| \| \| \| \| \| Marcatori \| 25’, 45’ Rampazzo \| |           |                   |         |                      |
|                                                     |           |                   |         |                      |
|                                                     | Marcatori | 25’, 45’ Rampazzo |         |                      |

| Chieti 1º ottobre 1961 2ª giornata                 | Chieti    | 1 – 0 referto | Barletta | Stadio della Civitella |
| \| \| \| \| \| Tiberi 9’ (rig.) \| Marcatori \| \| |           |               |          |                        |
|                                                    |           |               |          |                        |
| Tiberi 9’ (rig.)                                   | Marcatori |               |          |                        |

| Barletta 8 ottobre 1961 3ª giornata                                         | Barletta  | 2 – 1 referto    | Reggina | Stadio Lello Simeone |
| \| \| \| \| \| Gaeta 67’ Pierdiluca 88’ \| Marcatori \| 86’ Mastrototaro \| |           |                  |         |                      |
|                                                                             |           |                  |         |                      |
| Gaeta 67’ Pierdiluca 88’                                                    | Marcatori | 86’ Mastrototaro |         |                      |

| Bisceglie 15 ottobre 1961 4ª giornata          | Bisceglie | 1 – 0 referto | Barletta | Stadio Comunale |
| \| \| \| \| \| Palmieri 47’ \| Marcatori \| \| |           |               |          |                 |
|                                                |           |               |          |                 |
| Palmieri 47’                                   | Marcatori |               |          |                 |

| Barletta 22 ottobre 1961 5ª giornata          | Barletta  | 0 – 1 referto | Foggia & Incedit | Stadio Lello Simeone |
| \| \| \| \| \| \| Marcatori \| 82’ Morelli \| |           |               |                  |                      |
|                                               |           |               |                  |                      |
|                                               | Marcatori | 82’ Morelli   |                  |                      |

| Agrigento 29 ottobre 1961 6ª giornata               | Akragas   | 1 – 0 referto | Barletta | Stadio Esseneto |
| \| \| \| \| \| Becchi 85’ (rig.) \| Marcatori \| \| |           |               |          |                 |
|                                                     |           |               |          |                 |
| Becchi 85’ (rig.)                                   | Marcatori |               |          |                 |

| Erice 5 novembre 1961 7ª giornata                                   | Trapani   | 3 – 0 referto | Barletta | Stadio Polisportivo Provinciale |
| \| \| \| \| \| Venturelli 3’, 72’ Da Passano 57’ \| Marcatori \| \| |           |               |          |                                 |
|                                                                     |           |               |          |                                 |
| Venturelli 3’, 72’ Da Passano 57’                                   | Marcatori |               |          |                                 |

| Arbitro: | Galatolo (Santa Margherita Ligure) |

|                |           |           |
| Pierdiluca 88’ | Marcatori | 43’ Tasso |

| Barletta 19 novembre 1961 9ª giornata | Barletta | 0 – 0 referto | Salernitana | Stadio Lello Simeone |

| Benevento 26 novembre 1961 10ª giornata                                              | San Vito Benevento | 3 – 2 referto        | Barletta | Stadio Comunale |
| \| \| \| \| \| Sanzani 52’, 89’ Aliverti 88’ \| Marcatori \| 35’ Simeon 44’ Fogar \| |                    |                      |          |                 |
|                                                                                      |                    |                      |          |                 |
| Sanzani 52’, 89’ Aliverti 88’                                                        | Marcatori          | 35’ Simeon 44’ Fogar |          |                 |

| Arbitro: | Comazzi (Porto d'Ascoli) |

|           |           |  |
| Gaeta 34’ | Marcatori |  |

| Pescara 10 dicembre 1961 12ª giornata                          | Pescara   | 2 – 0 referto | Barletta | Stadio Adriatico |
| \| \| \| \| \| Chiossi 65’ (aut.) Magni 72’ \| Marcatori \| \| |           |               |          |                  |
|                                                                |           |               |          |                  |
| Chiossi 65’ (aut.) Magni 72’                                   | Marcatori |               |          |                  |

| Roma 16 dicembre 1961 13ª giornata                     | Tevere Roma | 1 – 1 referto | Barletta |  |
| \| \| \| \| \| Grotti 24’ \| Marcatori \| 37’ Gaeta \| |             |               |          |  |
|                                                        |             |               |          |  |
| Grotti 24’                                             | Marcatori   | 37’ Gaeta     |          |  |

| Barletta 31 dicembre 1961 14ª giornata      | Barletta  | 1 – 0 referto | Marsala | Stadio Lello Simeone |
| \| \| \| \| \| Gaeta 10’ \| Marcatori \| \| |           |               |         |                      |
|                                             |           |               |         |                      |
| Gaeta 10’                                   | Marcatori |               |         |                      |

| Barleta 7 gennaio 1962 15ª giornata                         | Barletta  | 2 – 1 referto | Siracusa | Stadio Lello Simeone |
| \| \| \| \| \| Gaeta 18’, 47’ \| Marcatori \| 72’ Imbesi \| |           |               |          |                      |
|                                                             |           |               |          |                      |
| Gaeta 18’, 47’                                              | Marcatori | 72’ Imbesi    |          |                      |

| L'Aquila 14 gennaio 1962 16ª giornata | Aquila | 0 – 0 referto | Barletta | Stadio Comunale |

| Barletta 21 gennaio 1962 17ª giornata                      | Barletta  | 1 – 1 referto | Potenza | Stadio Lello Simeone |
| \| \| \| \| \| Esposito 60’ \| Marcatori \| 42’ Marangi \| |           |               |         |                      |
|                                                            |           |               |         |                      |
| Esposito 60’                                               | Marcatori | 42’ Marangi   |         |                      |

#### Girone di ritorno
| Crotone 28 gennaio 1962 18ª giornata             | Crotone   | 1 – 0 referto | Barletta | Stadio Ezio Scida |
| \| \| \| \| \| Pulvirenti 15’ \| Marcatori \| \| |           |               |          |                   |
|                                                  |           |               |          |                   |
| Pulvirenti 15’                                   | Marcatori |               |          |                   |

| Barletta 4 febbraio 1962 19ª giornata       | Barletta  | 1 – 0 referto | Chieti | Stadio Lello Simeone |
| \| \| \| \| \| Gaeta 33’ \| Marcatori \| \| |           |               |        |                      |
|                                             |           |               |        |                      |
| Gaeta 33’                                   | Marcatori |               |        |                      |

| Reggio Calabria 11 febbraio 1962 20ª giornata                       | Reggina   | 2 – 1 referto | Barletta | Stadio Comunale |
| \| \| \| \| \| Pistacchi 19’ Gatto 52’ \| Marcatori \| 20’ Gaeta \| |           |               |          |                 |
|                                                                     |           |               |          |                 |
| Pistacchi 19’ Gatto 52’                                             | Marcatori | 20’ Gaeta     |          |                 |

| Barletta 18 febbraio 1962 21ª giornata | Barletta | 0 – 0 referto | Bisceglie | Stadio Lello Simeone |

| Foggia 25 febbraio 1962 22ª giornata                             | Foggia & Incedit | 2 – 1 referto  | Barletta | Stadio Pino Zaccheria |
| \| \| \| \| \| Morelli 5’, 40’ \| Marcatori \| 80’ Pierdiluca \| |                  |                |          |                       |
|                                                                  |                  |                |          |                       |
| Morelli 5’, 40’                                                  | Marcatori        | 80’ Pierdiluca |          |                       |

| Barletta 4 marzo 1962 23ª giornata                                                              | Barletta  | 6 – 1 referto | Akragas | Stadio Lello Simeone |
| \| \| \| \| \| Pierdiluca 51’, 58’, 67’, 74’ Fogar 54’ (rig.), 71’ \| Marcatori \| 29’ Carta \| |           |               |         |                      |
|                                                                                                 |           |               |         |                      |
| Pierdiluca 51’, 58’, 67’, 74’ Fogar 54’ (rig.), 71’                                             | Marcatori | 29’ Carta     |         |                      |

| Barletta 11 marzo 1962 24ª giornata            | Barletta  | 1 – 0 referto | Trapani | Stadio Lello Simeone |
| \| \| \| \| \| Ferrante 27’ \| Marcatori \| \| |           |               |         |                      |
|                                                |           |               |         |                      |
| Ferrante 27’                                   | Marcatori |               |         |                      |

| Arbitro: | Camozzi (Porto d'Ascoli) |

|                                                       |           |                  |
| Martinelli 27’ Biagioli 50’, 63’ Erba 67’ (rig.), 86’ | Marcatori | 17’ (rig.) Fogar |

| Salerno 1º aprile 1962 26ª giornata           | Salernitana | 1 – 0 referto | Barletta | Stadio Donato Vestuti |
| \| \| \| \| \| Novelli 90’ \| Marcatori \| \| |             |               |          |                       |
|                                               |             |               |          |                       |
| Novelli 90’                                   | Marcatori   |               |          |                       |

| Barletta 8 aprile 1962 27ª giornata                                                           | Barletta  | 2 – 2 referto            | San Vito Benevento | Stadio Lello Simeone |
| \| \| \| \| \| Forgione 52’ (aut.) Pierdiluca 68’ \| Marcatori \| 13’ Alberici 25’ Sanzani \| |           |                          |                    |                      |
|                                                                                               |           |                          |                    |                      |
| Forgione 52’ (aut.) Pierdiluca 68’                                                            | Marcatori | 13’ Alberici 25’ Sanzani |                    |                      |

| Arbitro: | Baldassarre (Udine) |

|                            |           |  |
| Arfuso 40’, 53’ Franzò 58’ | Marcatori |  |

| Barletta 22 aprile 1962 29ª giornata | Barletta | 0 – 0 referto | Pescara | Stadio Lello Simeone |

| Barletta 29 aprile 1962 30ª giornata | Barletta | 0 – 0 referto | Tevere Roma | Stadio Lello Simeone |

| Marsala 13 maggio 1962 31ª giornata                                     | Marsala   | 2 – 1 referto | Barletta | Stadio Municipale |
| \| \| \| \| \| Minto 25’ La Volpicella 61’ \| Marcatori \| 76’ Gaeta \| |           |               |          |                   |
|                                                                         |           |               |          |                   |
| Minto 25’ La Volpicella 61’                                             | Marcatori | 76’ Gaeta     |          |                   |

| Siracusa 20 maggio 1962 32ª giornata | Siracusa | 0 – 0 referto | Barletta | Stadio Comunale |

| Barletta 27 maggio 1962 33ª giornata                | Barletta  | 1 – 1 referto | Aquila | Stadio Lello Simeone |
| \| \| \| \| \| Gaeta 54’ \| Marcatori \| 71’ Noè \| |           |               |        |                      |
|                                                     |           |               |        |                      |
| Gaeta 54’                                           | Marcatori | 71’ Noè       |        |                      |

| Potenza 3 giugno 1962 34ª giornata                                                           | Potenza   | 4 – 2 referto            | Barletta | Stadio Alfredo Viviani |
| \| \| \| \| \| Viacava 20’, 66’ Marangi 80’, 83’ \| Marcatori \| 14’ Passero 70’ Lamonica \| |           |                          |          |                        |
|                                                                                              |           |                          |          |                        |
| Viacava 20’, 66’ Marangi 80’, 83’                                                            | Marcatori | 14’ Passero 70’ Lamonica |          |                        |

## Statistiche

### Statistiche di squadra
| Competizione | Punti | In casa | In casa | In casa | In casa | In casa | In casa | In trasferta | In trasferta | In trasferta | In trasferta | In trasferta | In trasferta | Totale | Totale | Totale | Totale | Totale | Totale | DR  |
| Competizione | Punti | G       | V       | N       | P       | Gf      | Gs      | G            | V            | N            | P            | Gf           | Gs           | G      | V      | N      | P      | Gf     | Gs     | DR  |
| ------------ | ----- | ------- | ------- | ------- | ------- | ------- | ------- | ------------ | ------------ | ------------ | ------------ | ------------ | ------------ | ------ | ------ | ------ | ------ | ------ | ------ | --- |
| Serie C      | 25    | 17      | 7       | 8       | 2       | 19      | 11      | 17           | 0            | 3            | 14           | 9            | 32           | 34     | 7      | 11     | 16     | 28     | 43     | -15 |